# Robert Jenkinson
Robert Banks Jenkinson, II conde de Liverpool (7 de junio de 1770-4 de diciembre de 1828) fue un político británico que ocupó el cargo de primer ministro del Reino Unido, desde el 8 de junio de 1812 hasta el 9 de abril de 1827.
También fue secretario de Estado para Relaciones Exteriores y de la Mancomunidad (Foreign Secretary), de 1801 a 1804, dos veces ministro del Interior (Home Secretary), de 1804 a 1806 y de 1807 a 1809 y secretario de Estado de Guerra y de Colonias de 1809 a 1812, cuando fue propuesto para primer ministro tras el asesinato de Spencer Perceval.